# ميليسا جرينسبان
ميليسا جرينسبان (بالإنجليزية: Melissa Greenspan)‏ هي ممثلة أمريكية، ولدت في 29 أكتوبر 1983 بسانت لويس في الولايات المتحدة.

## أعمال

### أفلام
- (2014) القديس فينسنت[2][3]

## وصلات خارجية
- ميليسا جرينسبان على موقع IMDb (الإنجليزية)
- ميليسا جرينسبان على موقع قاعدة بيانات الفيلم (الإنجليزية)